# Camerata Brasilis
Camerata Brasilis é um grupo de choro formado em 2008 no Rio de Janeiro, lançando o primeiro disco homônimo em 2011, pela gravadora Acari Records.